# Smírčí kříž v Pozlovicích
Smírčí kříž se nalézá v obci Pozlovice v okrese Zlín. V roce 2003 byl Ministerstvem kultury České republiky prohlášena kulturní památkou ČR.

## Historie
Raně novověký kamenný smírčí kříž z roku 1663 byl vztyčen podél cesty v lese nad Martincovým mlýnem východně od obce Pozlovice. Kříž je upomínkou na vyplenění kraje Tatary a váže se k němu pověst. Ta je spojována se Sedlářovým mlýnem, který byl zatopen v roce 1931. Detaily pověsti se různí, ale v podstatě je shoda na tom, že Tataři chtěli vyplenit Sedlářův mlýn. Ženou bránící mlýn byl jeden Tatar zabit a poté tajně pochován v místě, kde stojí kříž. Kříž je také nazýván Zbojníček.

## Popis
Volně stojící smírčí kříž je vytesán z kamenného monobloku do podoby latinského kříže s reliéfem ukřižovaného Krista, který je zpodobněn ve strnulé rozpažené poloze s vlevo nakloněnou hlavou a rozevlátou bederní rouškou. Nad hlavou je vyryta datace:„L.P. 1663“. U paty je vyryta lebka s křížky po stranách. Výška kříže je 1,09 m, šířka 0,59 m a tloušťka 0,24 m.